# 키에론 무어

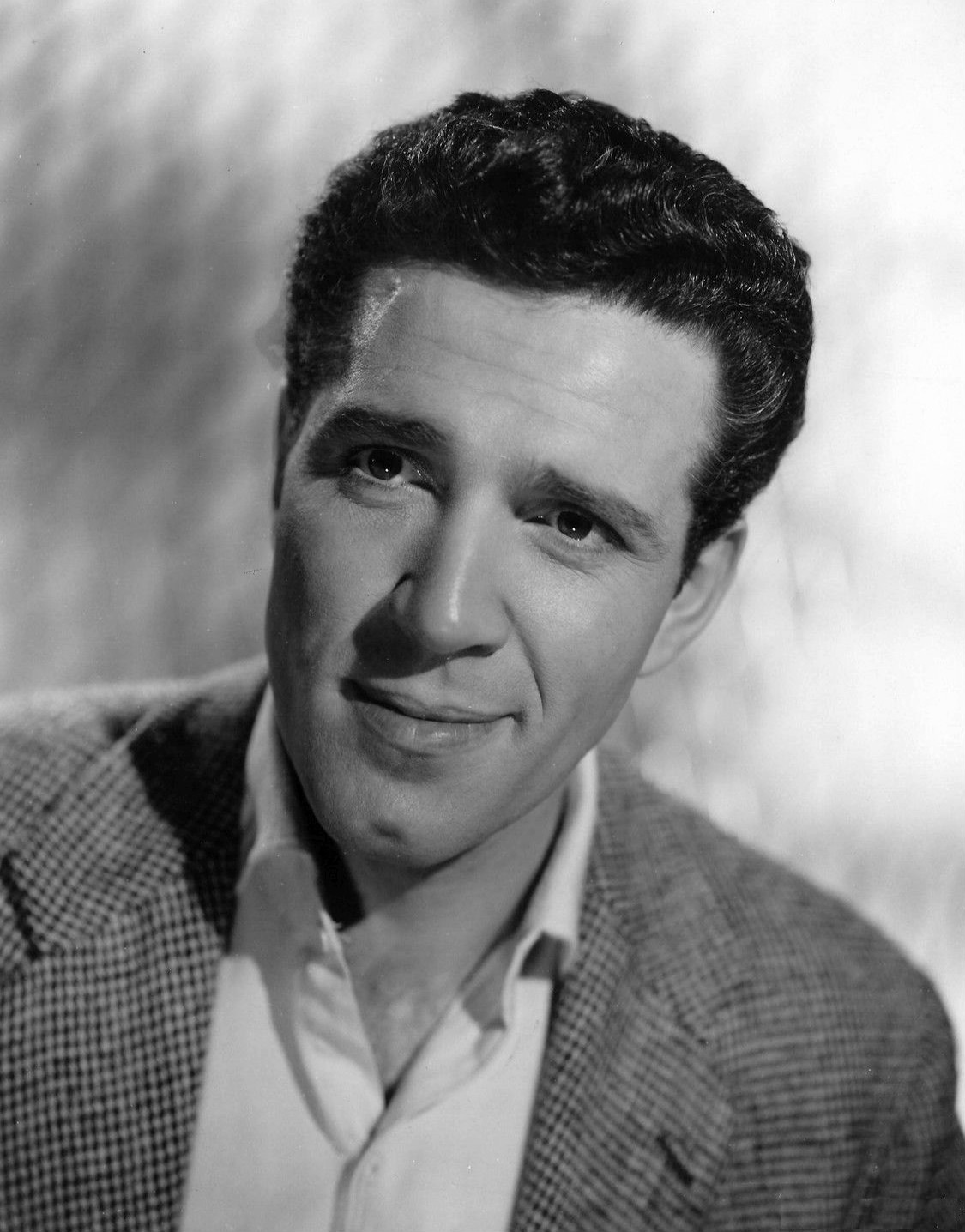

키런 무어(Kieron Moore, 1924년 10월 5일 ~ 2007년 7월 15일)는 아일랜드의 영화배우, 텔레비전 배우이다.

## 영화
- 아라베스크 (1966년)
- 트리피드의 날 (1962년)
- 300 스파르탄 (1962년)
- 더 데이 데이 로브드 더 뱅크 오브 잉글랜드 (1960년)
- 신사동맹 (1960년) - 스티븐즈 역
- 앵그리 힐스 (1959년)
- 세가지 약속 (1959년)
- 열쇠 (1958년)
- 다윗과 밧세바 (1951년)
- 안나 카레니나 (1948년)